# Верхолы

Верхолы (укр. Верхоли) — село,
Ковалевский сельский совет,
Полтавский район,
Полтавская область,
Украина.
Код КОАТУУ — 5324081904. Население по переписи 2001 года составляло 450 человек.

## Географическое положение
Село Верхолы находится на левом берегу реки Коломак,
выше по течению на расстоянии в 0,5 км расположено село Грабиновка,
ниже по течению на расстоянии в 1 км расположено село Сосновка.
Село окружено лесным массивом (сосна).
Рядом проходит автомобильная дорога М-03.

## Экономика
- «Резиденция „Валенсия“», база отдыха.
- Детский спортивно-оздоровительный лагерь «Олимпийские надежды».
- Отель Verholy Relax Park.

## Объекты социальной сферы
- Школа I—II ст.
- Клуб.